# João de Lacerda
João de Lacerda foi Vice-rei de Navarra e quarto Duque de Medinaceli. Exerceu o vice-reinado de Navarra entre 1567 e 1571. Antes dele o cargo foi exercido por Afonso de Córdova. Seguiu-se-lhe Vespasiano I Gonzaga.